# Bistum Enugu
Das Bistum Enugu (lateinisch Dioecesis Enuguensis, englisch Diocese of Enugu) ist eine in Nigeria gelegene römisch-katholische Diözese mit Sitz in Enugu.

## Geschichte
Das Bistum Enugu wurde am 12. November 1962 durch Papst Johannes XXIII. mit der Apostolischen Konstitution Quod divinus aus Gebietsabtretungen des Erzbistums Onitsha errichtet und diesem als Suffraganbistum unterstellt. Am 19. November 1990 gab das Bistum Enugu Teile seines Territoriums zur Gründung des Bistums Nsukka ab. Eine weitere Gebietsabtretung erfolgte am 8. Juli 2005 zur Gründung des Bistums Awgu.

## Bischöfe von Enugu
- John of the Cross Anyogu, 1962–1967
- Godfrey Mary Paul Okoye CSSp, 1970–1977
- Michael Ugwu Eneja, 1977–1996
- Anthony Okonkwo Gbuji, 1996–2009
- Callistus Valentine Onaga, seit 2009